# Marie Carmelle Jean-Marie
Marie Carmelle Jean-Marie là một chính trị gia Haiti, từng là Bộ trưởng Bộ Kinh tế và Tài chính. Trước đây, Jean-Marie giữ vị trí từ mùa hè năm 2012 cho đến khi bà từ chức vào tháng 4 năm 2013. Bà trở lại vị trí này vào tháng 4 năm 2014 khi 10 bộ trưởng chính phủ mới được bổ nhiệm trong một cuộc đại tu chính phủ. Bà rời nhiệm sở một lần nữa vào tháng 1 năm 2015 khi Tổng thống Haiti Michel Martelly thay đổi chính phủ bằng cách bổ nhiệm một Thủ tướng mới của Haiti cùng với các Bộ trưởng và thành viên nội các khác của chính phủ.